# Sophonia biramosa
Sophonia biramosa är en insektsart som beskrevs av Li och Du 2001. Sophonia biramosa ingår i släktet Sophonia och familjen dvärgstritar. Inga underarter finns listade i Catalogue of Life.